# Clio Cup France
Navigation
Coupe de France Renault Renault Clio Cup Series

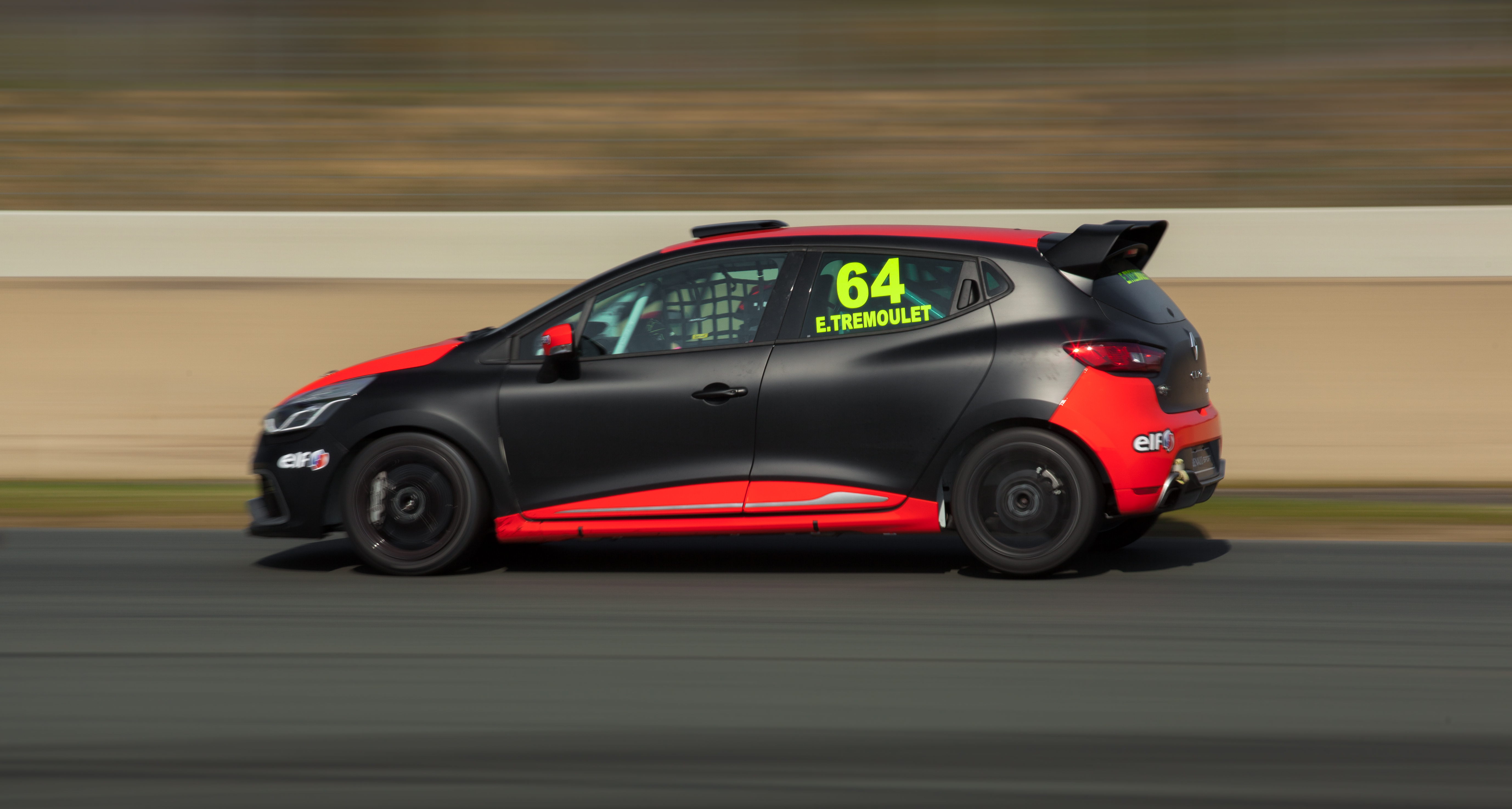
Eric Trémoulet lors d'essais privés avec la Renault Clio Cup IV

La Renault Clio Cup France, anciennement appelée Renault Clio Cup Elf, est un championnat monotype de course automobile sur circuit, déclinaison française de la Renault Clio Cup. Cette compétition intègre les meetings du Championnat de France des Circuits qui regroupe les principaux championnats nationaux de l'hexagone.

## Histoire
Les premières compétitions organisées avec des modèles de Renault datent de 1966 avec la Coupe de France Renault Gordini.
La première Clio Cup française est organisée en 1991 avec des Clio 16S pour succéder à la Coupe de France Renault 5.
En 1997, la Clio Cup est remplacée par la Coupe Renault Mégane jusqu'en 2000. La Clio Cup fait son grand retour en France en 2004.

## Voiture
La Renault Clio Cup est un championnat monotype donc le plateau est composé d'une seule et même voiture :
Renault Clio Cup II : (2004-2007)
Renault Clio Cup III : (2007-2013)
Renault Clio Cup IV : (2013-2019)
Renault Clio Cup V : (2020-....)

## Palmarès classement général
| Saison | Champion Classement Général | Champion Classement Général | Champion Classement Général | Écurie Classement Général |
| Saison | Nom                         | Voiture                     | Équipe                      | Écurie Classement Général |
| ------ | --------------------------- | --------------------------- | --------------------------- | ------------------------- |
| 2004   | Ludovic Simon               | Renault Clio Cup II         | Pouchelon Racing            | Pays inconnu              |
| 2005   | Nicolas Pierre              | Renault Clio Cup II         | Duprey Compétition          | Duprey Compétition        |
| 2006   | Johan-Boris Scheier         | Renault Clio Cup II         | Energy Racing               | Energy Racing             |
| 2007   | Jean-Philippe Bournot       | Renault Clio Cup III        | Speed Car                   | Speed Car                 |
| 2008   | Maxime Martin               | Renault Clio Cup III        | Boutsen Energy Racing       | Boutsen Energy Racing     |
| 2009   | Nicolas Milan               | Renault Clio Cup III        | Milan Compétition           | Milan Compétition         |
| 2010   | Nicolas Milan               | Renault Clio Cup III        | Milan Compétition           | Milan Compétition         |
| 2011   | Nicolas Milan               | Renault Clio Cup III        | Milan Compétition           | Milan Compétition         |
| 2012   | Marc Guillot                | Renault Clio Cup III        | Milan Compétition           | Milan Compétition         |
| 2013   | Éric Trémoulet              | Renault Clio Cup III        | Vic'Team                    | Vic'Team                  |
| 2014   | Nicolas Milan               | Renault Clio Cup IV         | Milan Compétition           | Milan Compétition         |
| 2015   | Marc Guillot                | Renault Clio Cup IV         | Milan Compétition           | Milan Compétition         |
| 2016   | Eric Trémoulet              | Renault Clio Cup IV         | Vic'Team                    | Vic'Team                  |
| 2017   | Marc Guillot                | Renault Clio Cup IV         | Milan Compétition           | Milan Compétition         |
| 2018   | Nicolas Milan               | Renault Clio Cup IV         | Milan Compétition           | Milan Compétition         |
| 2019   | Dorian Guldenfels           | Renault Clio Cup IV         | TB2S                        | TB2S                      |
| 2020   | Nicolas Milan               | Renault Clio Cup V          | Milan Compétition           | Milan Compétition         |
| 2021   | Nicolas Milan               | Renault Clio Cup V          | Milan Compétition           | Milan Compétition         |
| 2022   | Nicolas Milan               | Renault Clio Cup V          | Milan Compétition           | Milan Compétition         |
| 2023   | David Pouget                | Renault Clio Cup V          | GPA Racing                  | GPA Racing                |
| Source |                             |                             |                             |                           |

## Palmarès classement junior
| Saison | Champion Classement Junior | Champion Classement Junior | Champion Classement Junior | Écurie         |
| Saison | Nom                        | Voiture                    | Équipe                     | Écurie         |
| ------ | -------------------------- | -------------------------- | -------------------------- | -------------- |
| 2016   | Jérémy Sarhy               | Renault Clio Cup IV        | Vic'Team                   | Vic'Team       |
| 2017   | Dorian Guldenfels          | Renault Clio Cup IV        | Raiwoit Racing             | Raiwoit Racing |
| 2018   | Corentin Tierce            | Renault Clio Cup IV        | Tierce Racing              | Tierce Racing  |
| 2019   | Edwin Traynard             | Renault Clio Cup IV        | Autosport GP               | Autosport GP   |
| 2020   | Romain Boeckler            | Renault Clio Cup V         | BRS Racing                 | BRS Racing     |

## Palmarès classement Gentlemen
| Saison | Champion Classement Gentlemen | Champion Classement Gentlemen | Champion Classement Gentlemen | Écurie            |
| Saison | Nom                           | Voiture                       | Équipe                        | Écurie            |
| ------ | ----------------------------- | ----------------------------- | ----------------------------- | ----------------- |
| 2016   | Pascal Arellano               | Renault Clio Cup IV           | Milan Compétition             | Milan Compétition |
| 2017   | Mickaël Carrée                | Renault Clio Cup IV           | T2CM                          | T2CM              |
| 2018   | David Pajot                   | Renault Clio Cup IV           | Vic'Team                      | Vic'Team          |
| 2019   | David Pajot                   | Renault Clio Cup IV           | Vic'Team                      | Vic'Team          |

## Identité visuelle

Ancien logo de la Clio Cup France
Logo Renault Clio Cup Elf 2013